# Puh orašar
Puh orašar (Muscardinus avellanarius) je vrsta glodavca iz porodice Gliridae. Velik je kao kućni miš, zdepast, a rep mu je dug kao tijelo. Obrastao je gustom dlakom. Leđa i rep su mu crvenkaste do žučkastosmeđe boje. Grlo i prsa su mu bijeli. Kod ove vrste spolni dimorfizam nije izražen, te je vrlo teško razlikovati mužjaka od ženke. U nekim dijelovima je populacija u opadanju, a u drugim dijelovima se smatra stabilnom. Na povoljnim staništima populacija može biti do 10 jedinki/ha, ali je gustoća znatno manja na manje povoljnim staništima. U sjevernim dijelovima staništa područja rasprostranjenosti su im rascjepkana zbog uništavanja staništa i nepovoljnog djelovanja pesticida na njegovu populaciju. Nekada je bio popularan kućni ljubimac u mnogim zemljama, ali danas zbog njegove ugroženosti je protuzakonito. 
Živi u bjelogoričnoj i miješanoj šumi s grmljem i šibljem i u divljim živicama. Hrani se lješnjacima, sjemenjem graba, pupovima, bobicama trnine, i ponekad kukcima. Nastanjuje Europu i sjeverni dio Male Azije. Raširen je u kontinentalnom djelu Europe iako ne nastanjuje Pirinejski poluotok i jugozapadni dio Francuske. U Alpama se javlja do 1920 metara nadmorske visine.
Aktivan je u sumrak i noću; spretno se penje i po najtanjim grančicama. 
Gradi okruglo gnijezdo veličine šake od trave i lišća u gustom grmlju i dupljama. Ima jedno do dva legla godišnje, od troje do petoro mladih.